# ヨハン・シュレック
ヨハン・シュレック（Johann Schreck、1576年 - 1630年5月11日）は、ドイツの学者、イエズス会修道士。明末の中国に赴任した。西洋の科学技術を中国に伝えた『遠西奇器図説録最』によって知られる。
ラテン語化したヨアンネス・テレンティウス(Ioannes Terrentius)、またはヨハン・テレンツ(Johann Terrenz)の名でも知られる。中国名は鄧玉函(Dèng Yùhán)。

## 略歴
（外部リンクの Collani による）
シュレックは神聖ローマ帝国コンスタンツ司教領（現在のバーデン＝ヴュルテンベルク州ジグマリンゲン郡）ビンゲンに生まれた。フライブルク大学で学び、1596年におそらく医学の修士を取得した。
1600年からパリでフランソワ・ビエトに協力した。1603年にビエトが没すると、パドヴァ大学のガリレオ・ガリレイの門人になった。1610年から翌年にかけてローマに出て、フェデリコ・チェジらの著名な学者と知りあった。1611年にはチェジが創立者であるアッカデーミア・デイ・リンチェイ（山猫アカデミア）にガリレオとともに入会を許された。シュレックはスペインの科学者フランシスコ・エルナンデスが残したヌエバ・エスパーニャの動植物百科事典の草稿を編集する仕事を行ったが、この書物はシュレックの没後まで出版されなかった。
シュレックは1611年11月にイエズス会に入会して神学を学んだ。ニコラ・トリゴーがローマを訪れて中国宣教師を募るとシュレックは志願し、1618年にリスボンを出発した。1619年にマカオに到着したが、当時キリスト教は中国国内から排除されており、しばらくマカオから出られなかった。1621年に杭州、1623年に北京に入り、暦法見直しの中心人物になった。
1629年に徐光啓が西洋の技術で改暦を行うことを進言し、それが正式に認められると、シュレックはガリレオに手紙を書いて助言を求めた。ガリレオから返事が来なかったため、今度はヨハネス・ケプラーに助言を求めた。ケプラーは細かい助言とともに彼のルドルフ表を送った。しかしシュレックは翌1630年に没し、実際の改暦にはあまり関与しなかった。改暦の仕事はアダム・シャールを中心として遂行された。

## 奇器図説
『遠西奇器図説録最』（単に『奇器図説』ともいう。1627年刊、3巻）は西洋の科学技術を図解紹介した書物で、西洋の書物の記述をシュレックが口頭で説明し、それを王徴が文章にした。図も本来は西洋の書物にあったものを中国風に描きなおしたものである。
この書物は中国以外の国にも影響を及ぼした。朝鮮では1794年の水原華城建築時に、実学者の丁若鏞が『古今図書集成』に収録されていた『奇器図説』の記載を元にして「挙重機」などの機械を設計したことがよく知られている。
江戸時代の日本では禁書であったが、その一方で徳川吉宗のときに『名家叢書』が作られ、深見有隣・桂山義樹が和訳した『奇器図説』を収録している。